# 科塔吉里
科塔吉里（Kotagiri），是印度泰米尔纳德邦The Nilgiris县的一个城镇。总人口29184（2001年）。

## 人口
该地2001年总人口29184人，其中男性14285人，女性14899人；0—6岁人口2551人，其中男1289人，女1262人；识字率76.93%，其中男性为83.90%，女性为70.25%。